# Bankoveț, Tărgoviște
Bankoveț (în bulgară Банковец) este un sat în comuna Antonovo, regiunea Tărgoviște,  Bulgaria. 

## Demografie
Componența etnică a satului Bankoveț
     Bulgari (36,36%)
     Turci (63,63%)
     Nicio identificare (0%)
     Altele (0%)
La recensământul din 2011, populația satului Bankoveț era de 11 locuitori. Din punct de vedere etnic, majoritatea locuitorilor (63,63%) erau turci, cu o minoritate de bulgari (36,36%). Pentru 0,0% din locuitori nu este cunoscută apartenența etnică.